# Чемпионат Удмуртской Республики по футболу
Чемпионат Удмуртской Республики по футболу — ежегодный футбольный турнир любительских команд Удмуртской Республики, проводящийся в рамках четвёртого дивизиона России.
Первый розыгрыш чемпионата Удмуртской АССР прошёл в 1946 году. Проводится под эгидой Федерации футбола Удмуртской Республики, которая в свою очередь подчиняется РФС.

## Структура проведения
Чемпионат состоит из одного дивизиона. Его победитель признаётся чемпионом Удмуртии.
Каждый год чемпион Удмуртии играет матч за Суперкубок с обладателем Кубка Удмуртии.

## Таблица чемпионов Удмуртии
| Год  | Победитель                     | Серебряный призёр           | Бронзовый призёр                     |
| ---- | ------------------------------ | --------------------------- | ------------------------------------ |
| 1992 | «Металлист» Ижевск             | «Газовик» Ижевск            | «Нефтемаш» Ижевск                    |
| 1993 | «Знамя» Воткинск               | (неизвестно)                | (неизвестно)                         |
| 1994 | «Металлист» Ижевск             | «Зенит» Ижевск              | «Локомотив» Ижевск                   |
| 1995 | «Удмуртия» Можга               | «Союз» Воткинск             | «Орбита-Торпедо» Воткинск            |
| 1996 | «Металлист» Ижевск             | «Орбита» Ижевск             | «Орто-Центр» Ижевск                  |
| 1997 | «Прогресс» Глазов              | «Энергия» Чайковский        | «Глория» Ува                         |
| 1998 | «Торпедо-Белый пароход» Ижевск | «АИ-96» Ижевск              | «Орто-Центр» Ижевск                  |
| 1999 | «Орто-Центр» Ижевск            | «Коммунальник» Ува          | «Купол» Ижевск                       |
| 2000 | «Купол» Ижевск                 | «Орто-Центр» Ижевск         | ОПО 80 Воткинск                      |
| 2001 | «Увадрев-Торпедо» Ува          | «Орто-Центр» Ижевск         | «Пищевик-Металлург» Ижевск           |
| 2002 | «Пищевик» Ижевск               | «Орто» Ижевск               | «Динамо-УдГУ» Ижевск                 |
| 2003 | «Орто» Ижевск                  | «Газовик-Торпедо» Ижевск    | «Пищевик» Ижевск                     |
| 2004 | «Пищевик» Ижевск               | «Делин» Ижевск              | «Удмуртнефтепродукт-Нефтемаш» Ижевск |
| 2005 | «Пищевик» Ижевск               | «Удмуртнефтепродукт» Ижевск | «Бизнес-Форвард» Ижевск              |
| 2006 | «Делин» Ижевск                 | «Металлист» Ижевск          | «Удмуртнефтепродукт» Ижевск          |
| 2007 | УПК Ижевск                     | «Удмуртнефтепродукт» Ижевск | «Делин» Ижевск                       |
| 2008 | УПК Ижевск                     | «Парус» Ижевск              | «Космос-УНП» Ижевск                  |
| 2009 | «Парус» Ижевск                 | УПХГ Можга                  | «ИжГТУ-Устиновец» Ижевск             |
| 2010 | «Компак» Первомайский          | УПХГ Можга                  | «ИжГТУ-Устиновец» Ижевск             |
| 2011 | «Зенит-Делин» Ижевск           | «Компак» Первомайский       | «ИжГТУ» Ижевск                       |
| 2012 | «Компак» Первомайский          | «Зенит-Делин» Ижевск        | ФК Воткинск                          |
| 2013 | «Компак» Первомайский          | ФК Воткинск                 | «Зенит-Делин» Ижевск                 |
| 2014 | «Компак» Первомайский          | «Газовик» Можга             | ФК Воткинск                          |
| 2015 | «Делин» Ижевск                 | «Компак» Первомайский       | «Газовик» Можга                      |
| 2016 | «Делин-Ижевск» Ижевск          | ФК Воткинск                 | «АСКО-УдГУ» Ижевск                   |
| 2017 | «Делин-Ижевск» Ижевск          | «Газовик» Можга             | «АСКО-УдГУ» Ижевск                   |
| 2018 | «Зенит-Ижевск-М» Ижевск        | ФК Воткинск                 | «УдГУ» Ижевск                        |
| 2019 | «Торпедо» Ижевск               | «КПРФ-Зенит-Делин» Ижевск   | ФК Воткинск                          |
| 2020 | «Делин» Ижевск                 | «Зенит-Ижевск-М» Ижевск     | «Торпедо» Ижевск                     |
| 2021 | «Торпедо» Ижевск               | ФК Воткинск                 | ФК Вавож                             |
| 2022 | «Зенит-Ижевск-М» Ижевск        | «Торпедо» Ижевск            | «Кристалл» Ижевск                    |
| 2023 | «Делин» Ижевск                 | «Вавож»                     | «Торпедо» Ижевск                     |
| 2024 | «Делин» Ижевск                 | «Торпедо» Ижевск            | «Техснаб» Дебесы                     |